# سفارة بيرو في الولايات المتحدة
سفارة بيرو في الولايات المتحدة هي أرفع تمثيل دبلوماسي لدولة بيرو لدى الولايات المتحدة. تقع السفارة في شمال غربي واشنطن العاصمة وهي تهدف لتعزيز المصالح البيروفية في الولايات المتحدة.

## وصلات خارجية
- قائمة سفارات بيرو
- قائمة السفارات في الولايات المتحدة